# Essunga landskommun
Essunga landskommun var en tidigare kommun i dåvarande Skaraborgs län.

## Administrativ historik
Kommunen inrättades i Essunga socken i Barne härad i Västergötland när 1862 års kommunalförordningar trädde i kraft.
Kommunen ombildades till storkommun vid kommunreformen 1952 genom inkorporering av de tidigare landskommunerna Barne-Åsaka, Bäreberg, Främmestad, Fåglum, Kyrkås, Lekåsa och Malma.
I kommunen inrättades 15 februari 1918 Nossebro municipalsamhälle som även till 1952 hade en del i Bärebergs landskommun. Municipalsamhället upplöstes 31 december 1963.
Essunga landskommun ombildades 1971 till Essunga kommun som 1974 införlivades i Vara kommun. Området bröts ut åter till en egen kommun 1983. Gränserna blev nästan desamma som tidigare, med undantaget att samhället Tumleberg helt och hållet blev kvar i Vara kommun, medan det före 1974 delats av kommungränsen mellan Vara och Essunga.
Kommunkoden var 1603.

### Kyrklig tillhörighet
I kyrkligt hänseende tillhörde kommunen Essunga församling. Den 1 januari 1952 tillkom församlingarna Barne-Åsaka, Bäreberg, Främmestad, Fåglum, Kyrkås, Lekåsa och Malma.

## Geografi
Essunga landskommun omfattade den 1 januari 1952 en areal av 239,68 km², varav 238,29 km² land.

### Tätorter i kommunen 1960
I Essunga landskommun fanns tätorten Nossebro, som hade 1 335 invånare den 1 november 1960. Tätortsgraden i kommunen var då 21,0 procent.

## Politik

### Mandatfördelning i Essunga landskommun 1946-1970
| 5 | 19 |

| 23 |

| 4 | 25 | 11 |

| 40 |

| 6 | 21 | 13 |

| 37 |

| 6 | 7 | 14 | 13 |

| 37 |

| 7 | 15 | 7 | 11 |

| 38 |

| 6 | 16 | 7 | 11 |

| 37 |

| 7 | 18 | 6 | 10 |

| 38 |

### Mandatfördelning i Nossebro municipalsamhälle 1962
| 8 | 11 |

| 19 |